# Frumușița
Frumușița is een Roemeense gemeente in het district Galați.
Frumușița telt 5362 inwoners.